# Месь Олексій Сергійович
Олексій Сергійович Месь, позивний Мунфіш (англ. Moonfish; 20 жовтня 1993, Шепетівка, Хмельницька область — 26 серпня 2024) — український військовий льотчик, полковник (посмертно) Повітряних сил Збройних сил України. Герой України (2025, посмертно).

## Життєпис
Олексій Месь народився 20 жовтня 1993 року в Шепетівці на Хмельниччині, де навчався в місцевій школі.
З відзнакою закінчив Харківський університет Повітряних сил ім. Кожедуба.
7 вересня 2019 року Месь як спостерігач брав участь у дозаправці в повітрі винищувача F-15D Eagle зі складу 144-го винищувального крила Повітряних сил Національної гвардії США. Він був першим пілотом Повітряних Сил ЗСУ, який спостерігав за заправкою «повітря-повітря» на задньому сидінні «Іґла». Політ відбувся у рамках програми співробітництва між Україною та США.
У червні 2022 року Олексій із військовим льотчиком Андрієм Пільщиковим («Джус»), відвідав США, де зустрівся з урядовцями і лобіював надання Україні F-16. На зустрічах пілоти обговорили системи озброєння, необхідні Україні. На деяких зустрічах, Шон Пенн приєднався до «Джуса» та «Мунфіша», щоб посилити їх позицію. Після того, як «Джус» та «Мунфіш» зустрілися з Адамом Кінзінгером в його офісі у Вашингтоні, 17 червня 2022 року Кінзінгер вніс на розгляд Палати представників Конгресу США «Ukraine Fighter Pilots Act». Співавторами законопроєкту виступили кілька інших членів конгресу США.
На червень 2022 року був командиром ескадрильї українських винищувачів МіГ-29.
У серпні 2023 року проходив навчання на F-16 у Великобританії.

### Загибель
Загинув 26 серпня 2024 року на літаку F-16 у повітряному бою, це сталося під час відбиття масованого ракетно-авіаційного удару Росії по Україні. Під час бою Олексій встиг знищити три крилаті ракети росіян та один ударний БпЛА.
29 серпня 2024 року відбулися проводи в Свято-Михайлівському Соборі Шепетівської УПЦ МП. Поховання відбулося в Шепетівці, звідки родом був пілот.
Причини та обставини катастрофи винищувача F-16 розслідуються.

## Особисті дані
Залишилися батьки, сестра, два брата, дружина та донька.
12 травня 2025 року Президент України Володимир Зеленський вручив орден «Золота Зірка» членам родини Олексія Меся. Під час заходу було повідомлено, що він «як командир ескадрильї здійснив понад 70 бойових вильотів для знищення повітряних цілей, комплексів ППО, озброєння, авіаційної та військової російської техніки. Він швидко освоїв літак F-16, виконавши на ньому 32 бойові вильоти. Олексій Месь загинув 26 серпня торік під час відбиття масованої російської атаки за штурвалом літака F-16. Під час останнього бойового вильоту знищив дві крилаті ракети та ударний БпЛА…»

## Вшанування пам'яті
- Частину провулку, від вул. Сумської до будинку № 7 у пров. Глісада Джуса, перейменували на алею Мунфіша[20]; Алея Мунфіша простягатиметься від вулиці Сумської до будинку № 7 у провулку Глісада Джуса. Вона проходить між Центральним парком і корпусом ХНУ Повітряних сил, де навчався льотчик.[21][22].

## Нагороди
- Звання Герой України з удостоєнням ордена «Золота Зірка» (14 березня 2025, посмертно) — за особисту мужність і героїзм, виявлені у захисті державного суверенітету та територіальної цілісності України, самовіддане служіння Українському народові[23];
- Медаль «За військову службу Україні» (6 вересня 2022) — за особисту мужність і самовіддані дії, виявлені у захисті державного суверенітету та територіальної цілісності України, вірність військовій присязі[24].